# Bludné skály
Bludné skály (polsky Błędne Skały, německy Wilde Löcher) jsou pískovcové skalní město v masivu stolové hory Bor (Skalniak). Lokalita se nachází v kladském okrese v polských Stolových horách při česko-polské státní hranici na pomezí Královéhradeckého kraje a Dolnoslezského vojvodství. Bludné skály měly dříve status samostatné přírodní rezervace, který byl zrušen po začlenění tohoto chráněného území do Národního parku Stolové hory, vyhlášeného v roce 1993.

## Geografie a geologie
Skalní labyrint Bludné skály je součástí geomorfologického celku Stolové hory v Orlické oblasti neboli Středních Sudetech. Nachází se v nadmořské výšce 853 metrů severozápadně od prameniště a horního toku Czermnice (česky Čermná nebo Čermenský potok, levostranný přítok Metuje), v severozápadní části Boru (Skalniak, 915 m n. m.), kterým prochází česko-polská státní hranice. Nejbližším polským sídlem je na západním úpatí Boru vesnička Bukowina Kłodzka, nejvýše položená část (750 m n. m.) Lázní Chudoba, kde sídlí dětská onkologicko-hematologická rehabilitační léčebna.
Pískovcový masiv je pozůstatkem mohutných vrstev sedimentů druhohorního moře z období svrchní křídy, které byly vyzdviženy s celou oblastí Sudet ( geomorfologicky Krkonošsko-jesenickou neboli Sudetskou subprovincií) během alpinského vrásnění v třetihorách. Vlivem eroze a zvětrávání se zde postupně vytvořilo skalní město, doslova skalní labyrint s bloky a se skalami nejrůznějších tvarů, oddělenými 6 až 11 metrů hlubokými puklinami a úzkými průchody. V Bludných skalách se vyskytují skalní věže, brány, tunely nebo skalní hřiby. Některé skály zvláště kuriózních tvarů byly podle své vnější podoby pojmenovány, jako například Kuří nožka, Loď nebo Skalní číše s vyhlídkou na Velkou a Malou Hejšovinu. Bludné skály jsou součástí česko-polské dálkové naučné trasy Geotrasa sudetská.

## Jméno a pověst
Po druhé světové válce ještě delší dobu byly skály označovány jako Wilczy Doły (Vlčí jámy), což bylo zřejmě inspirováno původním německým názvem Wilde Löcher. O Bludných skalách existuje pověst, podle které je toto skalní bludiště dílem Liczyrzepa (Krakonoše).

## Bludné skály ve filmu
V Bludných skalách byly natáčeny záběry z filmu novozélandského režiséra Andrewa Adamsona Letopisy Narnie: Princ Kaspian (anglicky The Chronicles of Narnia: Prince Caspian, 2008), dále polský film pro děti Přítel veselého ďábla (Przyjaciel wesołego diabła, 1986) a polsko-australský dobrodružný televizní seriál Vládci kouzel (polsky Dwa światy, anglicky Spellbinder, 1995).

## Přístup
Pro motoristy je nejbližší přístup z Náchoda po silnici E 67 a dále pak v Polsku po silnici č. 387, která spojuje nedaleké lázně Kudowa-Zdrój s Karłówem a správním střediskem gminy Radkówem. Na této komunikaci je také zastávka Karłów, Błędne Skały, kam v letní sezóně o víkendech zajíždějí turistické autobusy, které jezdí v trase Náchod - Kudowa-Zdrój - Radków - Otvovice - Broumov. Zmíněná autobusová zastávka je od vstupu do skal vzdálena po modře značené turistické stezce asi 3,7 km. O něco málo větší vzdálenosti dělí skály od Karłówa na východě a od českého Machova na severu.
Skalami vede značený turistický okruh. Provozní doba je v letní sezóně (od konce dubna do konce října) po sedm dnů v týdnu od 8 do 18 hodin, během července a srpna až do 20 hodin, na podzim jen od 9 do 17, respektive 16 hodin. Během sezóny je vstup na turistický prohlídkový okruh zpoplatněný, plné vstupné činí 10, snížené 5 zlotých. Mimo sezónu je do skal, kde se dlouho drží led a sníh, vstup na vlastní nebezpečí.

## Fotogalerie

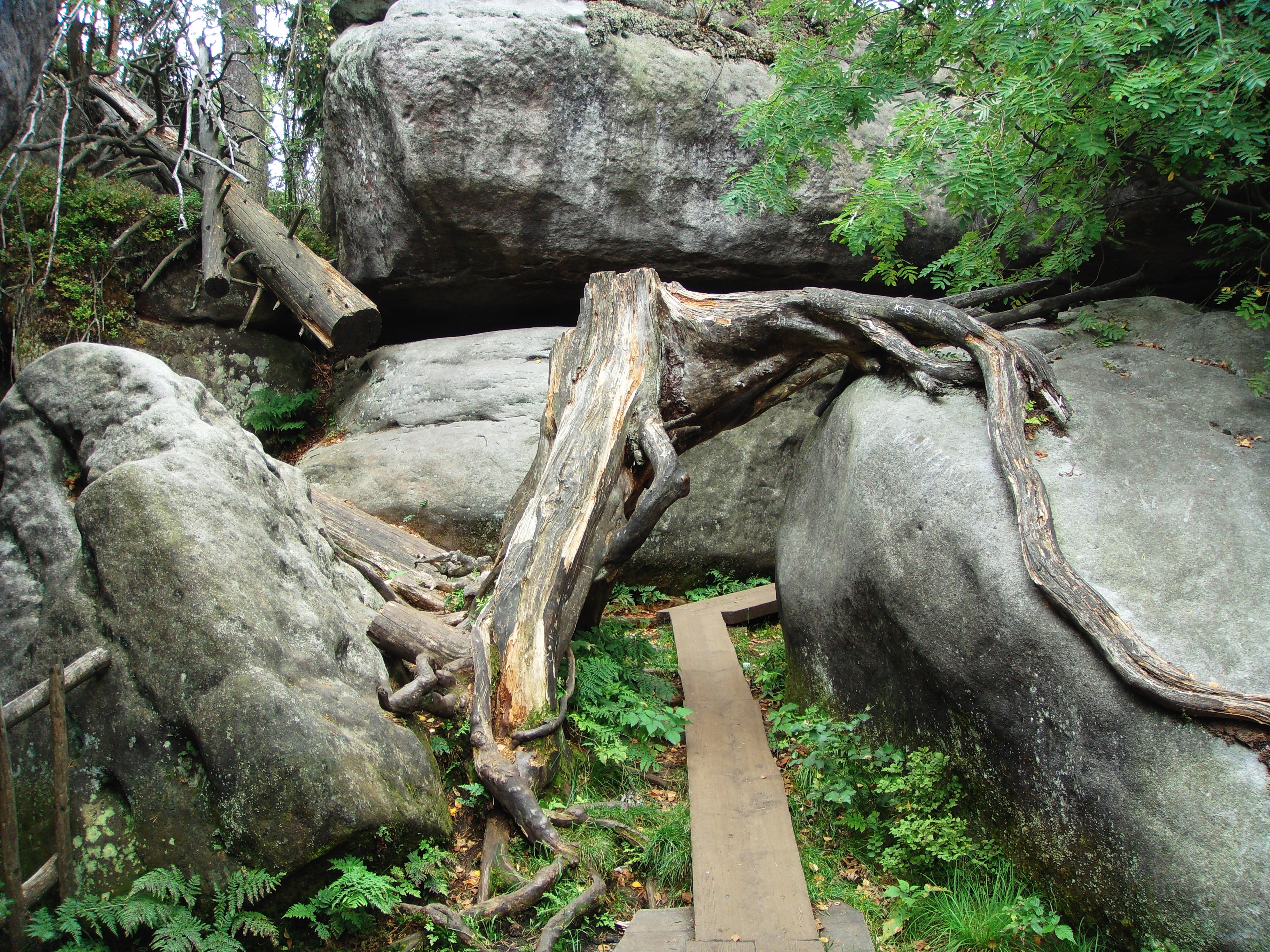
Cesta bludištěm
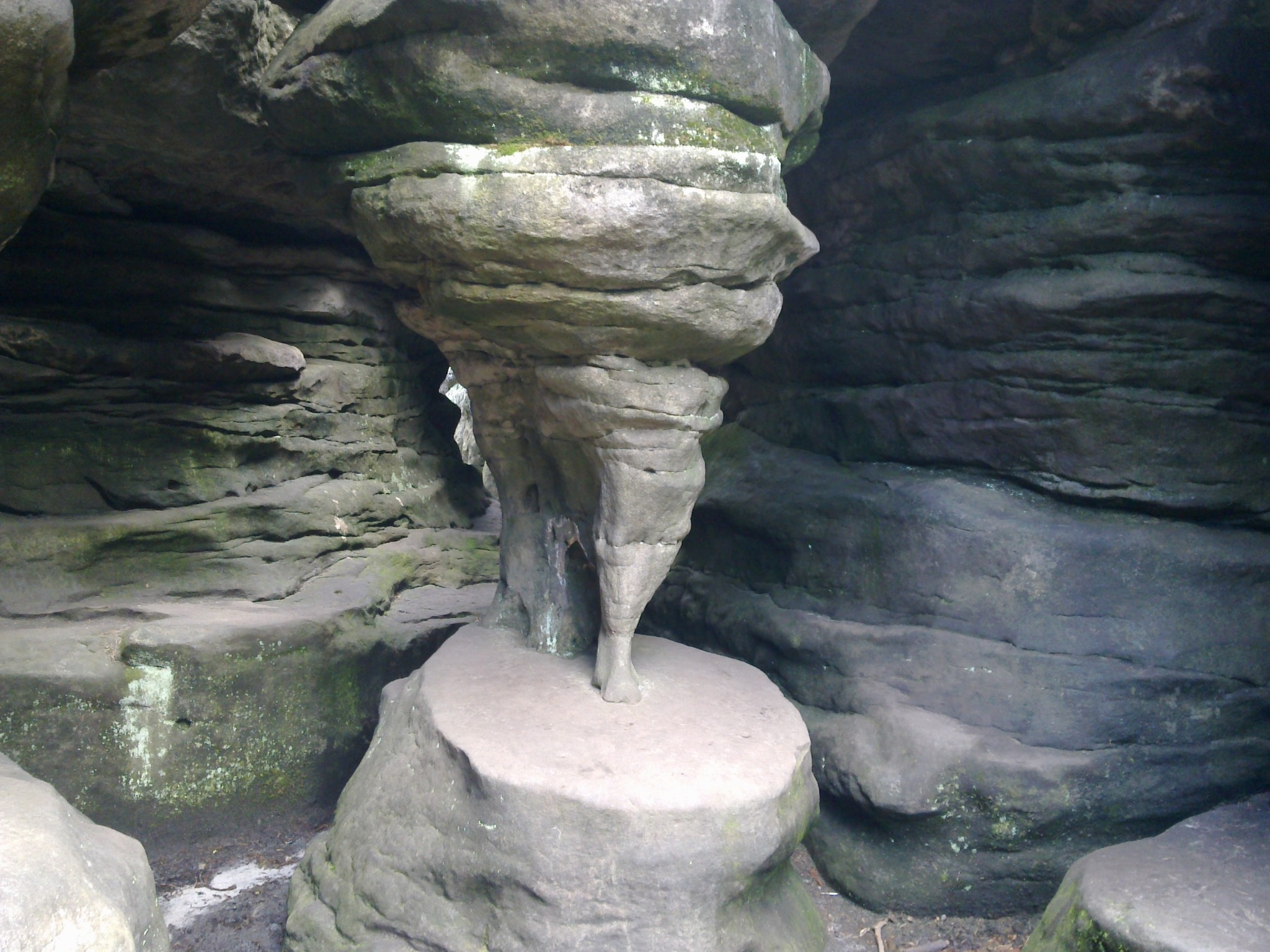
"Kuří nožka"
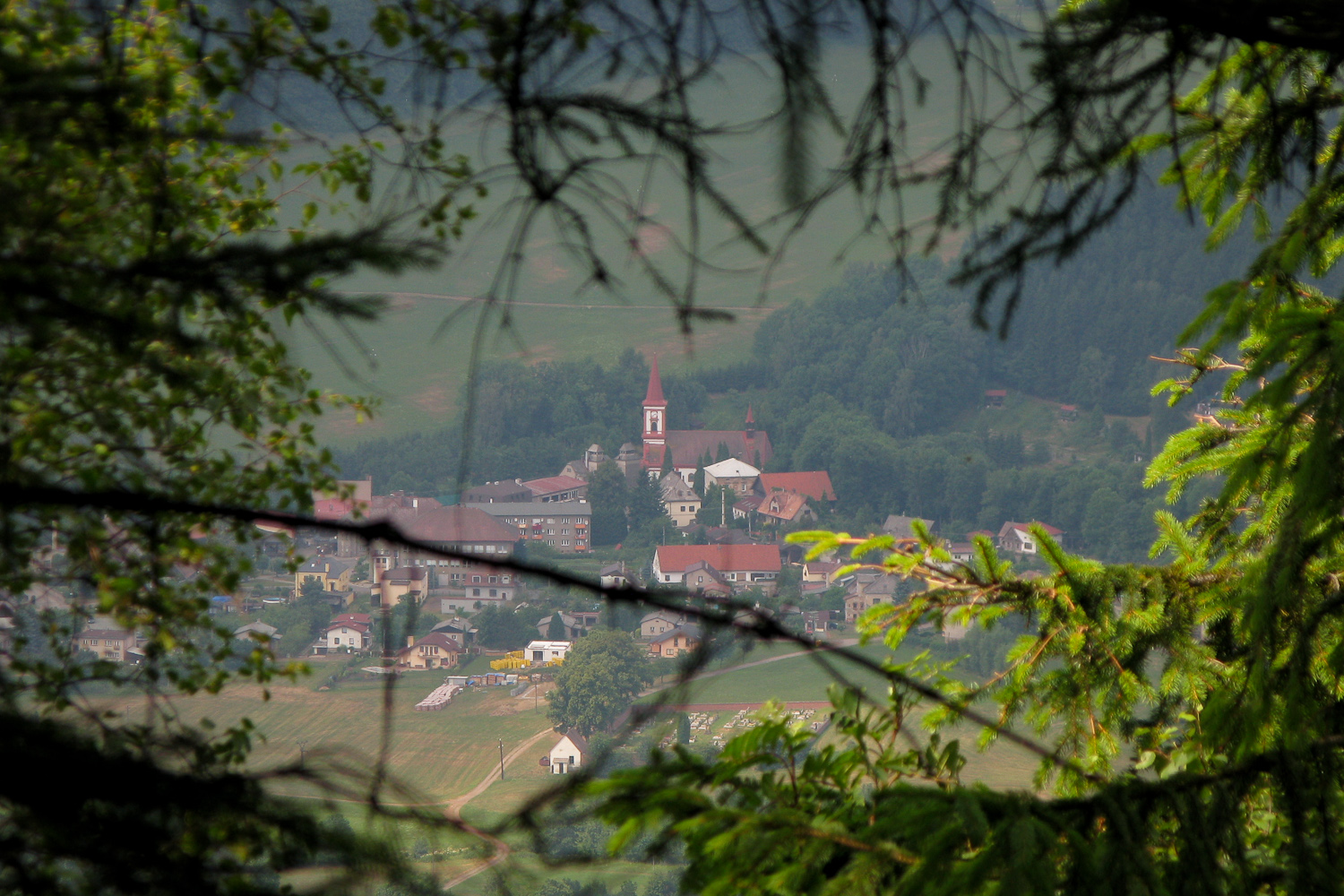
Pohled na Machov
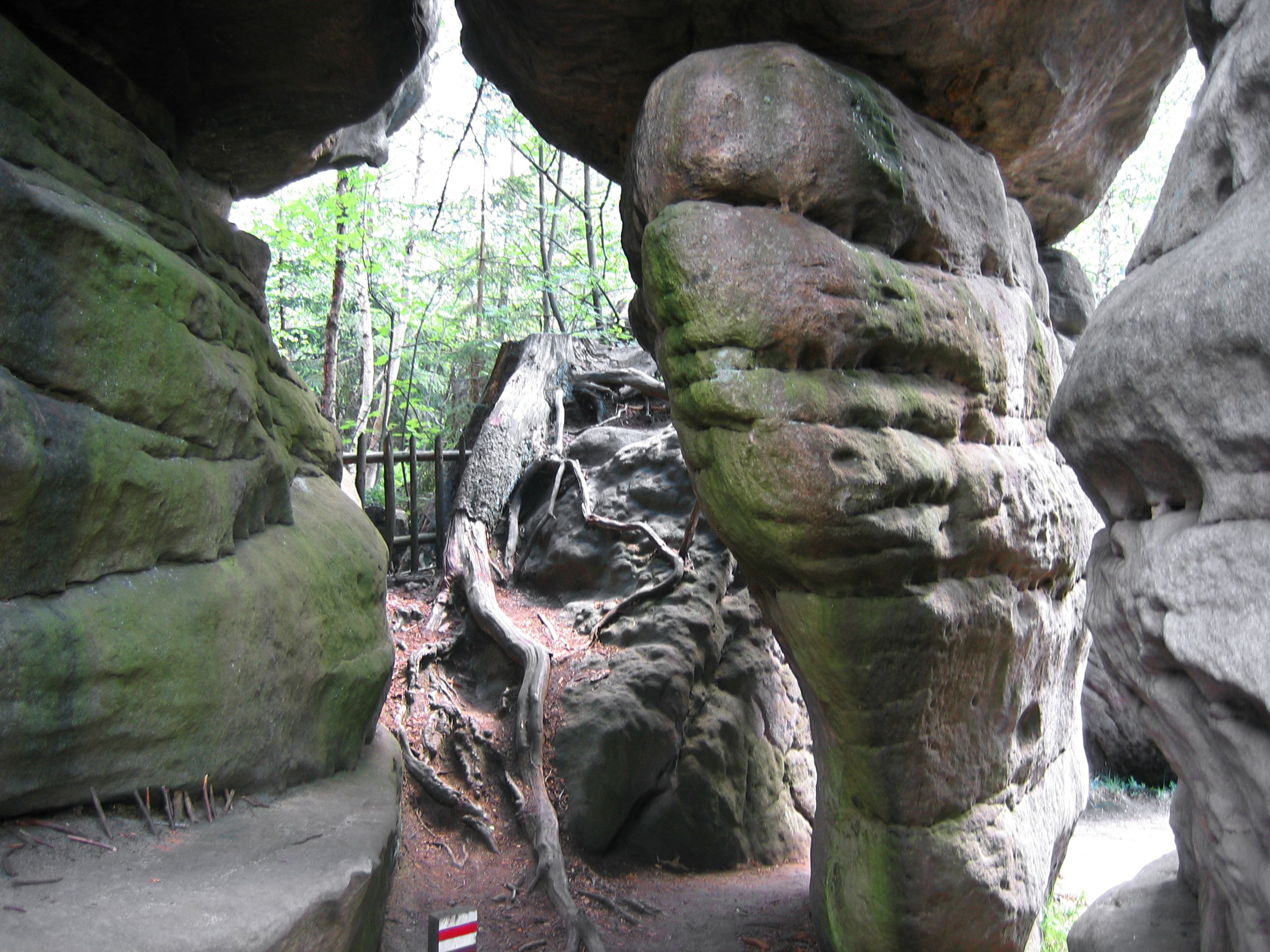
Skalní útvar "Loď"
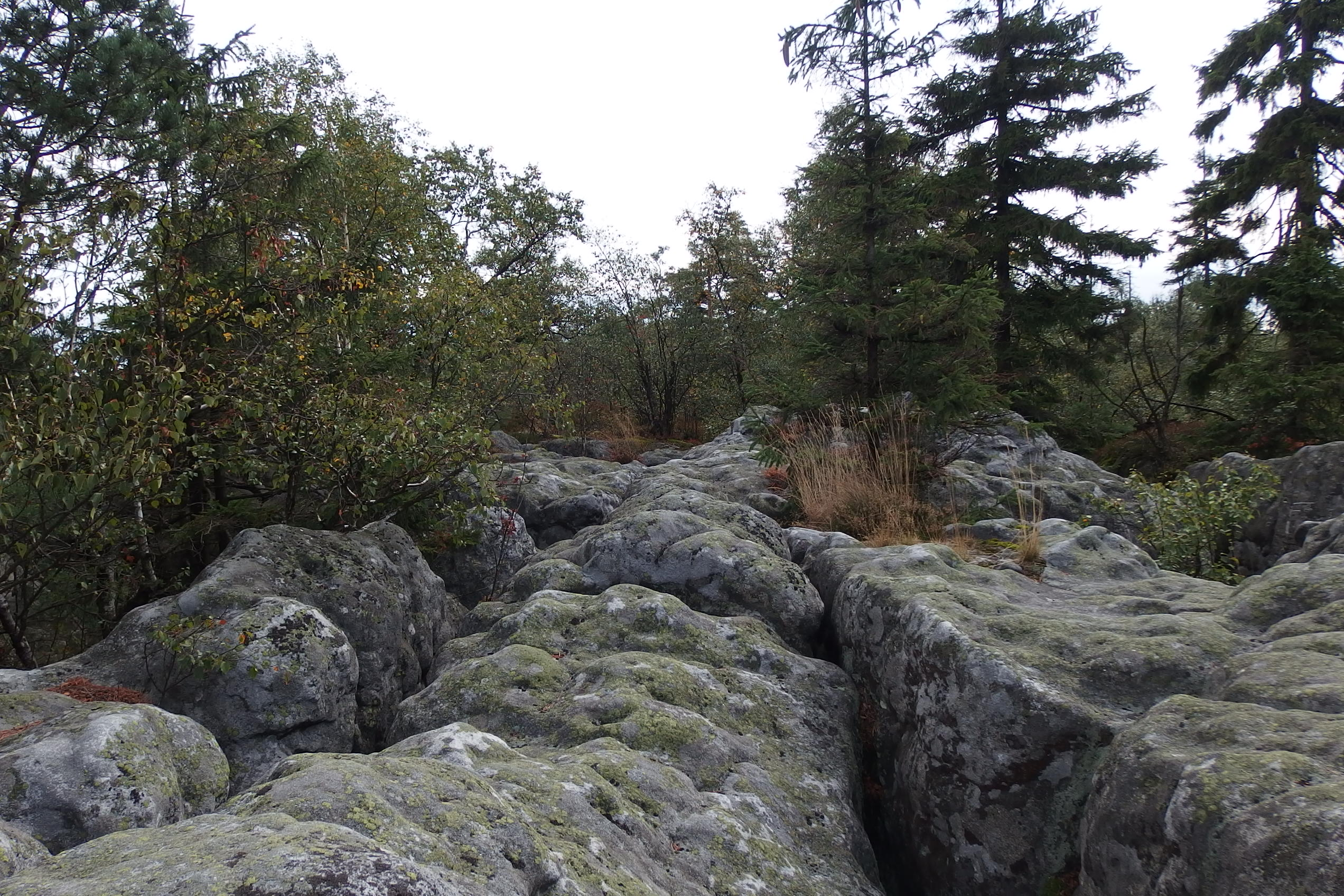
Povrch skal